# ويليام إرنست باين
ويليام إرنست باين هو سياسي كندي، ولد في 1 أكتوبر 1878 في كندا، وتوفي في 21 أبريل 1943. حزبياً، نشط في الرابطة التقدمية المحافظة في ألبرتا ‏. وقد انتخب عضو الجمعية التشريعية ألبرتا.